# Офицерская школа морской авиации
Офице́рская шко́ла морско́й авиа́ции (ОШМА) — первое учебное заведение Российской империи, предназначенное для подготовки офицеров по специальности «морской лётчик».
Наряду с Минным офицерским классом, Артиллерийским Офицерским классом, Штурманским Офицерским классом, Офицерским классом Водолазной школы,
Офицерским классом подводного плавания и Офицерским Электротехническим классом, ОШМА относилась к системе дополнительной специализированной подготовки офицеров флота для нужд военно-морского ведомства Российской империи.

## Подготовка морских лётчиков в России до организации ОШМА
Возникновение системы подготовки лётчиков морской авиации в России неразрывно связано с историей появления самого императорского военно-воздушного флота. Инициатива его создания принадлежит не военному или морскому ведомствам, а Великому князю Александру Михайловичу и возглавляемой им благотворительной организации — Особому Комитету по усилению военного флота на добровольные пожертвования. При этом Комитете Великий князь добился организации Отдела воздушного флота.
6 февраля 1910 года, в день шестилетнего юбилея со дня организации Особого комитета, Николай II подписал следующий указ:
1. Оставшуюся в распоряжении Высочайшее учреждённого Особого Комитета по усилению военного флота на добровольные пожертвования наличность в сумме 900000 рублей, а равно и могущие поступить в будущем в кассу Комитета пожертвования обратить на создание воздушного флота России

2. Разрешить Высочайше учреждённому Особому Комитету по усилению военного флота на добровольные пожертвования продолжать на эти цели повсеместный сбор добровольных пожертвований и…

3. воздушный флот, имеемый быть сооружённым Комитетом на добровольные пожертвования, оставить в ведении и распоряжении Комитета, а в случае открытия военных действий, передавать его с подготовленной командой морскому и военному ведомству для усиления боевых сил Империи.Русский морской и воздушный флот, сооружённый на добровольные пожертвования
С тех пор военно-воздушные силы России по аналогии с морскими стали назваться флотом. С первых дней своего существования Отдел воздушного флота приступил к выполнению двух главных своих задач:
а) обучение офицеров армии и флота, а также, если средства позволяют, других лиц искусству летать на приборах тяжелее воздуха и…

б) создание запаса самолётов с полным снабжением и оборудованием, в полной готовности для снабжения ими, согласно правилам военного и морского министерств, авиационных отрядов.Русский морской и воздушный флот, сооружённый на добровольные пожертвования
В том же феврале 1910 года были командированы во Францию шесть офицеров для обучения полётам и шесть нижних чинов для подготовки в мотористы. Одновременно за границей были заказаны одиннадцать самолётов. В Гатчине на военном поле был оборудован аэродром. Именно здесь предполагалось организовать первую военную школу авиации, однако вскоре стало ясно, что по климатическим условиям школу для подготовки лётчиков целесообразно расположить южнее. Выбор пал на Севастополь, где и была организована Качинская офицерская школа авиации.
До тех пор, пока поступавшая в Россию авиационная техника имела преимущественно аэродромное базирование, порядок подготовки пилотов для военного ведомства и морского флота был единым. Прошедшим полный курс обучения и сдавшим экзамены присваивалось звание «Военный лётчик».
Со временем школа в Севастополе стала явно тяготеть к военному ведомству, обеспечивавшему постоянный приток курсантов, а вслед за ними и государственных ассигнований. Поток офицеров, направляемых на обучение лётному искусству из службы связи флота, которой организационно принадлежала морская авиация, оказался в несколько раз меньше.
Ещё отчётливее ситуация стала меняться, когда появились гидросамолёты, способные взлетать и садиться на водную поверхность. В 1913 году на заводе Щетинина в Петербурге Д. П. Григорович сконструировал свою первую летающую лодку М-1, с которой и началась эпоха гидроавиации в России. Эти самолеты требовали иной техники пилотирования, а главное — взлета и посадки. Первых лётчиков для полётов на гидросамолётах продолжили готовить в Севастопольской авиашколе. После сдачи квалификационных экзаменов они получали звание «Морской лётчик».
Сначала появились планы по обустройству военно-морского отдела при Качинской школе в Севастополе, но после подсчётов предстоящих расходов стало ясно, что на эти деньги можно организовать самостоятельную школу для обучения морских лётчиков. До начала Первой мировой войны никаких решений так и не приняли, однако резкое увеличение с 1914 года выпуска гидросамолётов в России, а также закупка 56 летающих лодок Кертиса в США потребовали, наконец, и решения вопроса о подготовке морских лётчиков. Организация офицерской школы морской авиации вновь была поручена Великому князю Александру Михайловичу и Отделу воздушного флота при возглавляемом им Особом Комитете по усилению флота на добровольные пожертвования.
Процесс, однако, затягивался. Ситуация сдвинулась с мёртвой точки лишь после 18 мая 1915 года, когда начальник Морского генерального штаба вице-адмирал А. И. Русин направил в отдел воздушного флота Особого Комитета письмо № 7041/1693 с просьбой открыть в Петрограде или его окрестностях Офицерской школы морской авиации. Её начальником он видел офицера службы связи, возглавлявшего воздухоплавательный отдел генерального штаба лейтенанта А. А. Тучкова.

## Создание Офицерской школы морской авиации
Изучив вопрос, 15 июня 1915 года Великий князь Александр Михайлович по телефону обратился к директору Департамента таможенных сборов С. А. Шателену с просьбой передать морскому ведомству участка земли на дамбе Гутуевского острова. Дополнительно, 25 июня в письме № 9441/2297 на имя С. А. Шателена вице-адмирал А. И. Русин уточнил:
 
Милостивый государь Сергей Андреевич, в настоящее время ощущается большая потребность в подготовке морских лётчиков, для этого предполагается открыть гидроавиационную школу в Петрограде. Единственное вполне удобное место для этой цели – оконечность дамбы Гутуевского острова на берегу Большой Невы, так как здесь при свободном выходе в залив имеется достаточного размера глубокий плёс, что очень важно при могущих быть падениях учеников. 
Не найдёте ли Вы, Ваше превосходительство, возможность передать морскому ведомству для гидроавиационной школы часть дамбы Гутуевского острова с одиннадцатым пакгаузом, навесами и прилегающей к ним землёй, выходящей на Большую Неву и Гутуевский бассейн.Александров А. О., Хайрулин М. А. Офицерская школа морской авиации.  2010, С. 27
Уже на следующий день было получено согласие от С. А. Шателена и работы по оборудованию школы начались.
Практически сразу встал кадровый вопрос. Специальность морского летчика считалась едва ли не самой опасной даже в мирное время. По этой причине ещё в начале войны были сформулированы крайне высокие требования к будущим морским лётчикам: «…только по добровольному согласию, пребывание кандидата не менее двух лет в офицерских чинах, но не старше штабс-капитана, хорошее состояние здоровья, молодой возраст».
Вскоре стало ясно, что флот не способен дать необходимого количества кандидатов, удовлетворяющих этим требованиям, поэтому было принято решение принимать на обучение и офицеров из сухопутных частей, а также вольноопределяющихся (охотников флота) из числа гражданских лиц, имеющих достаточную техническую подготовку — выпускников гимназий, реальных училищ и студентов технических вузов. В итоге именно сухопутные офицеры с охотниками флота и дали ОШМА наибольшее число курсантов. Некоторая часть из числа последних должна была готовиться по программе авиационных механиков.
Если Особый Комитет по усилению военного флота на добровольные пожертвования находился в здании Главного адмиралтейства, то его Отдел воздушного флота располагался в одном из флигелей дворцового комплекса Великого князя Александра Михайловича и его супруги Великой княгини Ксении Александровны. Он занимал территорию между Мойкой, 106 и Офицерской ул., д. 35 (после установления Советской власти дворец и принадлежащие ему здания занимает институт физкультуры имени П. Ф. Лесгафта). На Офицерской, д. 35 и был организован приём и отбор юношей для зачисления охотниками флота в Офицерскую школу морской авиации (офицеры армии и флота по личному рапорту командировались в школу решением соответствующих ведомств, оставаясь при этом в списках своей воинской части или флотского экипажа). Все вновь принятые вольноопределяющиеся составили роту 2-го флотского экипажа и размещались в Крюковских казармах. Отсюда после начальной строевой подготовки бо́льшая часть из них переводилась для теоретической подготовки в общежитие Императорского политехнического института.

## Офицерские теоретические курсы авиации и воздухоплавания им. В. В. Захарова
Задолго до организации ОШМА, в мае 1909 года адъюнкт Императорского института инженеров путей сообщения Н. А. Рынин обратился к декану кораблестроительного факультета Императорского политехнического института профессору К. П. Боклевскому со следующим письмом: 
Многоуважаемый Константин Петрович! Решаюсь обратиться к Вам с предложением, вероятно, для Вас не новым, но, на мой взгляд, весьма важным. Дело в том, что при поразительных успехах, которые теперь обнаруживаются в воздухоплавании за границей, необходимо в России как можно скорее серьезно заняться этим вопросом, поставить изучение его на строго научную и прочную почву... я решаюсь обратиться именно к Вам с предложением учредить преподавание курса воздухоплавания при кораблестроительном отделении. (Ведь воздухоплавательный аппарат есть именно корабль, и методы изучения первого весьма похожи на методы изучения второго).
Хотелось бы, чтобы в кораблестроительном отделении, как первом в своем роде в России, правительство поставило бы изучение и преподавание воздухоплавания на прочное основание, и это будет иметь, очевидно, громадное историческое значение... Я не скрываю, что очень желал бы принять участие в этом преподавании и еду летом за границу для изучения различных вопросов по воздухоплаванию, и между прочим на воздухоплавательную выставку во Франкфурте-на-Майне.
В крайнем случае я согласился бы вести преподавание без всякого ассигнования кредита, так как выписать книги и журналы по воздухоплаванию можно было бы за счет общих ассигнований на библиотеку, а относительно же производства опытов можно было бы войти в сношения с другими учреждениями. При сем прилагаю примерную программу по курсу воздухоплавания.

Преданный Вам Н. Рынин. 6 мая 1909 г.Тарасов Б. Ф. Николай Алексеевич Рынин 1877—1942 : Глава третья. Педагогическая и научная работа Н. А. Рынина в Институте инженеров путей сообщения (1901 — 1930 гг.)
Прилагаемая Н. А. Рыниным программа включала: введение в курс воздухоплавания; воздух и его свойства; полет по воздуху в природе; воздухоплавательные двигатели; конструкция воздухоплавательных аппаратов; служба движения в воздухоплавании; воздухоплавательные заводы и мастерские и др.
Уже 12 мая 1909 года на кораблестроительном факультете состоялось первое заседание комиссии по учреждению курса воздухоплавания. Были утверждены следующие основные разделы курса:
1. теоретическая аэродинамика; сопротивление воздуха, работа винтов;
2. механизмы двигательные и вспомогательные;
3. конструкция и расчет управляемых аэростатов и аэропланов;
4. основы метеорологии (по предложению профессора М. А. Шателен — брата С. А. Шателена, выделившего для ОШМА участок земли на Гутуевском острове).

Сразу после этого Совет Политехнического института обратился в Совет министров с просьбой учредить Курсы авиации и воздухоплавания. После долгой переписки утверждены они были только 15 декабря 1909 года. Возможно, по совпадению, а может быть и благодаря этому, утверждение курса произошло через два дня после того, как 13 декабря 1909 года член отдела воздушного флота Особого Комитета по усилению военного флота на добровольные пожертвования, академик, князь Б. Б. Голицын выступил в большом конференц-зале Императорской Академии наук с программным докладом «Об общих директивах для правильной постановки дела воздухоплавания в России».
С образованием в 1910 году в Севастополе Офицерской школы авиации возникла острая необходимость теоретической подготовки будущих лётчиков. Совершенно естественным оказалось решение об организации Теоретического воздухоплавательного курса Особого Комитета по усилению военного флота на добровольные пожертвования на базе Курса авиации и воздухоплавания при кораблестроительном факультете Политехнического института. Офицерские теоретические курсы авиации и воздухоплавания для подготовки военных лётчиков был открыт в октябре 1911 года. В честь крупного западноевропейского промышленника и доктора права русского происхождения, который пожертвовал крупный капитал на содержание курсов они получили имя Василия Васильевича Захарова.
К 1915 году, когда создавалась Офицерская школа морской авиации, уже был накоплен достаточный опыт теоретической подготовки будущих лётчиков, поэтому вопрос как поступить с курсантами морской авиации уже не возникал. Перед началом полётов, все они должны были пройти обучение на Офицерских теоретических курсах авиации и воздухоплавания при Политехническом институте. При этом курсанты из числа охотников флота, находившиеся на казарменном положении, на этот период размещались в общежитии института (сейчас это корпус Политехнического университета 29Б, выходящий на ул. Гидротехников). Здесь же находились и учебные лаборатории.
Бывали и исключения. От обучения на теоретических курсах освобождались те курсанты, кто сразу смог успешно сдать квалификационные экзамены. Чаще всего это были бывшие студенты самого Политехнического института, а также Института инженеров путей сообщения, где в рамках первого в России студенческого кружка по изучению воздухоплавания Н. А. Рыниным читался полных курс лекций.
Завершалось обучение на Офицерских теоретических курсах экзаменами, во время которых курсант должен был продемонстрировать детальное знание двигателя, уметь определять его неисправности и осуществлять регулировку, а также знать все приборы и инструменты, применяемые в авиации. Только успешно сдавшие теоретический экзамен допускались к полётам.
Преподавали на Офицерских курсах штатные и сверхштатные преподаватели и профессора Политехнического института:
- организатор аэрологических исследований в России В. В. Кузнецов[16];
- профессор механики А. П. Фан-дер-Флит;
- специалист по стабильности аэроплана, построивший в 1922 году в США первый экспериментальный вертолет, профессор Г. А. Ботезат;
- Организатор первого студенческий кружка по изучению воздухоплавания и инициатор создания курсов воздухоплавания, один из первых дипломированных пилотов России Н. А. Рынин;
- командующий воздушной эскадрой, военный инженер, специалист в области математики и воздухоплавания, один из основоположников фотограмметрии генерал В. Ф. Найдёнов;
- инженер, специалист по авиадвигателям А. А. Лебедев — брат одного из первых российских пилотов и авиапромышленника В. А. Лебедева;
- недолго преподавали на курсах авиаконструктор, автор самолёт «Святогор» В. А. Слесарев и один из первых российских пилотов, первый полярный лётчик Я. И. Нагурский.

Заведовал курсами декан кораблестроительного факультета профессор К. П. Боклевский.

## Аэродром Офицерской школы морской авиации на Гутуевском острове
Пока в 1915 году первая группа охотников флота и прикомандированных к школе офицеров обучалась на Офицерских теоретических курсах воздухоплавания и авиации, на Гутуевском острове в Петрограде шло спешное оборудование аэродрома школы. Собственно, в привычном смысле этого слова небольшая территория площадью в 3000 кв. саженей (13,5 соток) на северной оконечности острова в самом начале Морского канала никак не походила на аэродром.
После завершения работ по бетонированию, на аэродроме был установлен дугообразный брезентовый ангар (производство товарищества И. Г. Кебке) и построены два спуска к воде под углом друг к другу (один в направлении Морского канала, другой строго на север, в направлении устья Большой Невы.
По инициативе помощника начальника Морского генерального штаба графа А. П. Капниста для проживания нижних чинов Офицерской школе был передан блокшив «Моряк». Как вскоре выяснилось он не был приспособлен для зимнего проживания.
11 октября 1915 года А. А. Тучков телеграфировал в Штаб: «Пропадаем на Моряке от сырости и холода. Умоляю посодействовать передаче Екатерины». Тревожные сигналы от А. А. Тучкова не остались без внимания. В ноябре школе был придан мобилизованный в Ревеле пароход «Екатерина», на который и перевели персонал школы.

Всё это произошло чуть позже, а пока, 28 июля 1915 года Великий князь Александр Михайлович с удовлетворением телеграфировал морскому министру И. К. Григоровичу: 
Сегодня в моём присутствии состоялось молебствие по случаю открытия высочайше учреждённым Особым Комитетом по усилению военного флота на добровольные пожертвования по просьбе морского ведомства Офицерской школы морской авиации на Гутуевской дамбе в Петрограде. Надеюсь, что новая школа комитета даст флоту столь же выдающихся военно-морских лётчиков, что и севастопольскаяАлександров А. О., Хайрулин М. А. Офицерская школа морской авиации.  2010, С. 33
В те же дни по обращению А. А. Тучкова к Великому князю Александру Михайловичу Офицерской школе из первой серии в 10 самолётов были переданы четыре летающих лодки М-5 конструкции Д. П. Григоровича с двигателями «Гном Моносупап» мощностью в 100 л. с. Кроме того, школа располагала двумя французскими летающими лодками «ФБА» и опытным гидросамолётом системы А. Ю. Виллиша.
Помощником начальника школы по технической части был назначен лётчик, лейтенант Г. А. Фриде.
Первыми инструкторами стали морские лётчики:
- лейтенант Б. Р. Миклашевский[5],
- лейтенант К. М. Ламанов,
- штабс-капитан Алексей Евграфович Грузинов[3],
- штабс-капитан Е. Р. Энгельс[19].

Численность курсантов в первый сезон работы школы была невелика: 20 офицеров, 8 охотников флота и 1 гардемарин Морского корпуса. К середине осени 1915 года ОШМА могла приступить к лётной практике, однако уже было ясно, что полноценно обучать курсантов полётам в Петрограде практически невозможно. К тому моменту, когда завершились все организационные мероприятия, а курсанты сдали теоретические экзамены, наступили осенние холода.
16 сентября 1915 года адмирал А. И. Русин направил в Отел воздушного флота Особого Комитета по усилению флота на добровольные пожертвования письмо с просьбой: «…открыть отделение школы на зимнее время в одном из незамерзающих портов России… Наиболее подходящим был бы порт Баку».
С этого письма началась история Бакинской офицерской школы морской авиации, которая в первый сезон функционировала как филиал ОШМА в Петрограде, но в дальнейшем приобрела самостоятельность.
Следующий сезон 1916 года для ОШМА начался 12 мая 1916 года. На этот раз численность курсантов была увеличена до 120 человек. Во второй половине лета к основному аэродрому на Гутуевском острове школе был переподчинён аэродром (опытная испытательная станция) на Крестовсом острове. Также были построены дополнительные спуски на дамбе Гутуевского острова, но той же осенью они были разрушены наводнением.
После сдачи теоретических экзаменов, одна часть курсантов осенью была отправлена в бакинский филиал школы, другая — продолжила обучение полётам в Петрограде. Успешно прошедшим вслед за этим лётные испытания присваивалось звание морского лётчика. Кроме того, курсанты из числа охотников флота получали первый офицерский чин мичмана.
К началу кампании 1917 года ОШМА была передана в подчинение Морского ведомства, а в дни Февральской революции, 25 февраля 1917 года временно была переименована во Второй дивизион Воздушной бригады особого назначения флотилии Северного Ледовитого океана (ФСЛО).
После расформирования Воздушной бригады особого назначения ФСЛО это решение было отменено, и с августа 1917 года школа вновь стала называться Офицерской школой морской авиации. К этому времени постановлением Адмиралтейств-Совета № 5106 от 25 мая 1917 года, продублированного указом Правительствующего Сената № 7673 от 7 июля 1917 года, с 21 августа ОШМА была переведена в Ораниенбаум, где в её состав влился Чудской гидроавиационный отряд воздушной дивизии Балтийского моря.
Перед своим расформированием в ОШМА обучалось 78 курсантов. На 1 декабря 1917 года школа состояла из десяти отрядов и располагала двенадцатью гидросамолётами М-5 и М-9, из которых годными к эксплуатации были только пять.
В связи с неблагоприятной военной обстановкой, 7 марта 1918 года школа из Петрограда была переведена в Нижний Новгород (приказ по Управлению морской авиации № 243). 8 июля 1918 года она была переименована в Нижнегородскую школу морской авиации.
В Военно-Морских Силах РККА правопреемниками Офицерской школы морской авиации стала Нижегородская школа Морской Авиации и Школа Морской Авиации им. Л. Д. Троцкого в Петрограде.
Спустя 100 лет на Гутуевском острове Санкт-Петербурга не осталось ничего, что даже отдалённо напоминало бы о прошлом величии и том, что здесь когда-то начиналась Морская авиация России.